# Neidenelva
69°42′2″N 29°25′12″Ø / 69.70056°N 29.42000°Ø
Neidenelva (finsk: Näätämöjoki) er en 100 km lang flod der har sit udspring i søen Iijärvi i Enare kommune, i det nordligste Finland. Floden løber fra Finland mod nord og ind i Norge i Øvre Neiden. Videre munder den ud i Neidenfjorden som går over i Kjøfjorden og munder ud i Varangerfjorden ved Revøysund i Troms og Finnmark fylke.
Neidenelva er godt kendt for sit laksefiskeri, deriblandt det traditionsrige Käpälä-fiskeri (kastenot).
Ud over laks findes der en række andre fiskearter i floden som sørøye, søørred, stalling, skrubbe, gedde og sik.

## Forvaltning
Neidenelva forvaltes på norsk side af Neidenelvens Fiskefellesskap, som er en sammenslutning af grundejere i Neidendalen. De, som opfylder kravene, er ligeværdige parthavere i sammenslutningen. For at opnå status som såkaldt parthaver er der flere krav som må opfyldes, de vigtigste er, at man faktisk bor i Neiden og at man ejer jord af en vis størrelse. Fiskefællesskabet organiserer Käpälä-fisket, hvor kun parthaverne har mulighed for at deltage.